# عملية سيلفر ويك

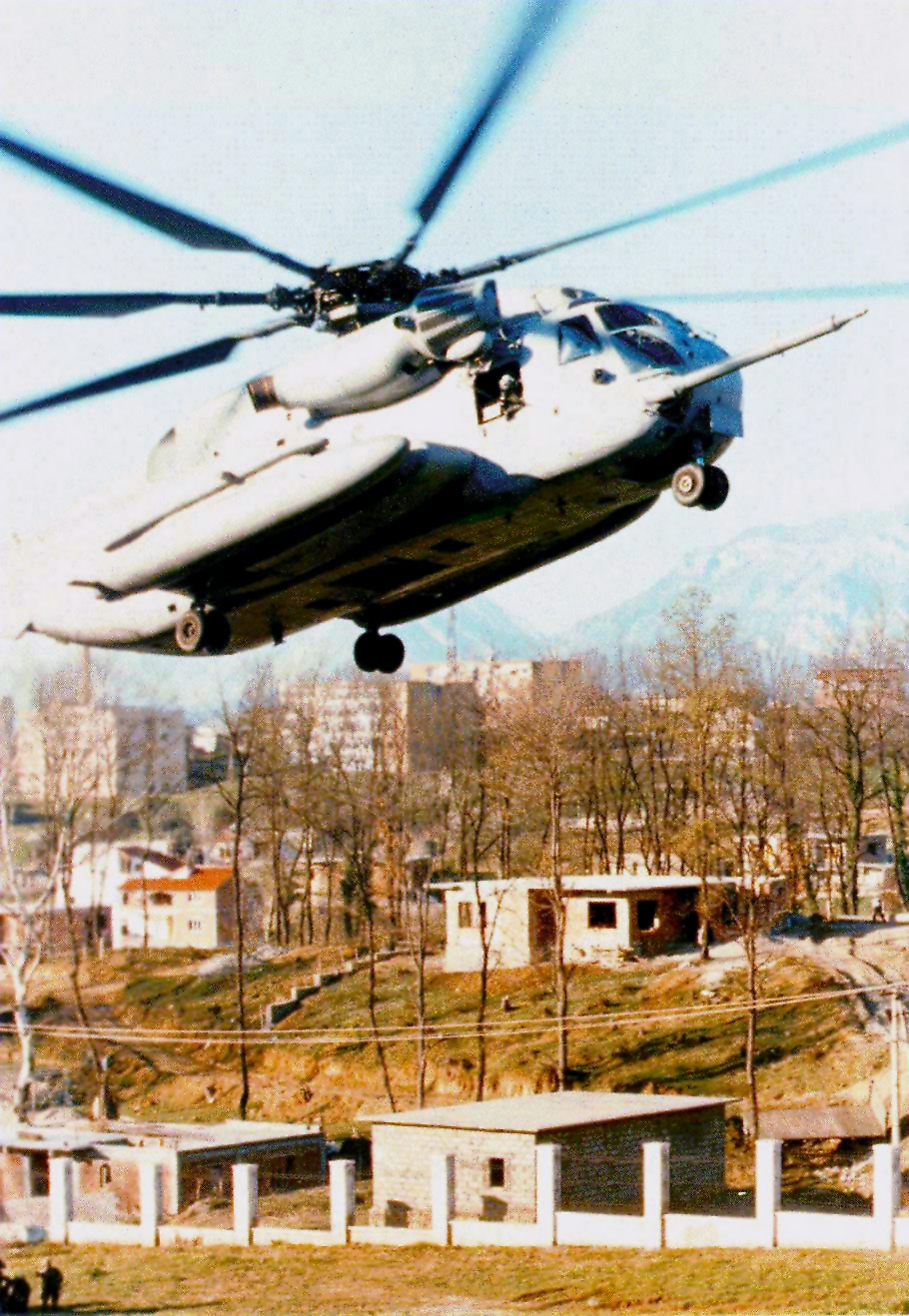
طائرة سي إتش-53 إي سوبر ستاليون تهبط في موقع الإخلاء داخل المجمع في السفارة الأمريكية في تيرانا، ألبانيا

كانت عملية سيلفر ويك (بالإنجليزية: Operation Silver Wake)‏ عملية إجلاء غير مقاتلة بقيادة الولايات المتحدة لإجلاء المواطنين الأمريكيين وغير المقاتلين ومواطني الدول الثالثة المعينين من ألبانيا في مارس 1997. تم تنفيذ العملية من قبل مشاة البحرية الأمريكية من وحدة المشاة البحرية السادسة والعشرين.  قامت مشاة البحرية الأمريكية من الكتيبة الأولى، مشاة البحرية الثامنة بتأمين المجمع السكني الأمريكي والسيطرة على السفارة الأمريكية. تم إجلاء أكثر من 900 فرد خلال العملية.
ومن بين الجوائز التي تم تقديمها للوحدات المشاركة: تكريم الوحدة الجديرة بالتقدير، وجائزة وحدة الاستحقاق المشتركة، وميدالية الخدمة الإنسانية. كما تم منح مشاة البحرية المختارين شريط العمل القتالي.

## وصلات خارجية
- أرشيف وزارة الدفاع
- مقال من www.globalsecurity.org